# Jozef-Ernest van Roey
Jozef-Ernest van Roey, belgijski rimskokatoliški duhovnik, škof in kardinal, * 13. januar 1874, Vorsselaer, † 6. avgust 1961.

## Življenjepis
18. septembra 1897 je prejel duhovniško posvečenje.
12. marca 1925 je bil imenovan za nadškofa Mechelena; 25. aprila istega leta je prejel škofovsko posvečenje.
20. junija 1927 je bil povzdignjen v kardinala in imenovan za kardinal-duhovnika S. Maria in Ara Coeli.
Leta 1957 je postal vojaški apostolski vikar Belgije.